# ناد دیو
ناد دیو (فرانسوی: Nade Dieu‎؛ زادهٔ ۲ اوت ۱۹۷۳) بازیگر اهل بلژیک است.
از فیلم‌ها یا برنامه‌های تلویزیونی که وی در آن نقش داشته است، می‌توان به پروانه، فردا ما حرکت می‌کنیم، از روی درماندگی، فرشته رو و موسیقی ما اشاره کرد.